# ЦЕР-11

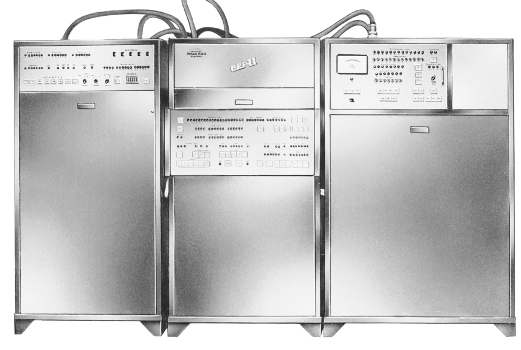
ЦЕР-11, цифровой военный компьютер 1966 года выпуска

ЦЕР-11 (серб. Цифарски Електронски Рачунар, модел 11) — югославский мобильный цифровой компьютер из семейства ЦЕР. Один из первых компьютеров типа ЦЕР, использовавшихся Югославской народной армией (в частности, он состоял на вооружении до 1988 года). ЦЕР-11 был разработан и собран в институте Михаила Пупина в Белграде в 1965—1966 годах. В состав команды проектировщиков вошли профессор Тихомир Алексич (разработчик физических устройств) и профессор Неделько Парезанович (разработчик логических устройств и программного обеспечения), а также техники и инженеры из института (среди них — М. Момчилович, Д. Христович, М. Марич, М. Хрушка, П. Врбавац и другие).
Основными элементами ЦЕР-11 являлись транзисторные и диодные логические вентили, печатные платы, ферритовые матричные запоминающие устройства и бумажные перфоленты для телетайпа. Как и ЦЕР-12, компьютер ЦЕР-11 использовал сверхбольшие интегральные схемы. Компьютер применялся для решения разнообразных задач вооружённых сил СФРЮ, в том числе и для вычисления траекторий движения снарядов.
ЦЕР-11 назывался «концептуальным проектом» профессора Парезановича и относился к группе компьютеров военного назначения наряду с проектом «ЦЕР Космос» и ЦЕР-111.

## Галерея

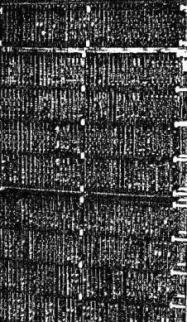
ЦЕР-11 (вид изнутри)
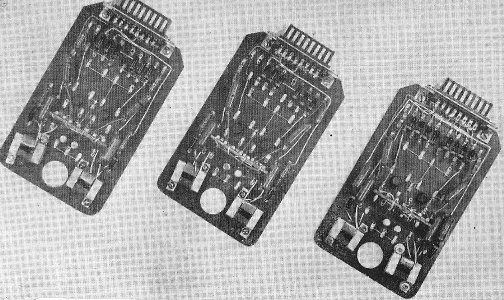
Усилители считывания памяти ЦЕР-11